# Polinhac (Indre)
Pouligny-Notre-Dame és un municipi francès, situat al departament de l'Indre i a la regió de Centre – Vall del Loira. L'any 2007 tenia 629 habitants.

## Demografia

### Població
El 2007 la població de fet de Pouligny-Notre-Dame era de 629 persones. Hi havia 308 famílies, de les quals 126 eren unipersonals (43 homes vivint sols i 83 dones vivint soles), 79 parelles sense fills, 71 parelles amb fills i 32 famílies monoparentals amb fills.
La població ha evolucionat segons el següent gràfic:
Habitants censats

### Habitatges
El 2007 hi havia 430 habitatges, 311 eren l'habitatge principal de la família, 73 eren segones residències i 46 estaven desocupats. 403 eren cases i 26 eren apartaments. Dels 311 habitatges principals, 212 estaven ocupats pels seus propietaris, 96 estaven llogats i ocupats pels llogaters i 4 estaven cedits a títol gratuït; 14 tenien una cambra, 46 en tenien dues, 70 en tenien tres, 82 en tenien quatre i 99 en tenien cinc o més. 175 habitatges disposaven pel capbaix d'una plaça de pàrquing. A 155 habitatges hi havia un automòbil i a 98 n'hi havia dos o més.

### Piràmide de població
La piràmide de població per edats i sexe el 2009 era:
| Homes | Edats   | Dones |
| ----- | ------- | ----- |
| 0     | 95 o +  | 0     |
| 0     | 90 a 94 | 4     |
| 4     | 85 a 89 | 0     |
| 0     | 80 a 84 | 8     |
| 16    | 75 a 79 | 24    |
| 8     | 70 a 74 | 24    |
| 28    | 65 a 69 | 32    |
| 20    | 60 a 64 | 12    |
| 8     | 55 a 59 | 16    |
| 20    | 50 a 54 | 12    |
| 12    | 45 a 49 | 16    |
| 24    | 40 a 44 | 20    |
| 8     | 35 a 39 | 20    |
| 48    | 30 a 34 | 20    |
| 24    | 25 a 29 | 16    |
| 16    | 20 a 24 | 20    |
| 24    | 15 a 19 | 20    |
| 4     | 10 a 14 | 8     |
| 4     | 5 a 9   | 12    |
| 16    | 0 a 4   | 20    |

## Economia
El 2007 la població en edat de treballar era de 405 persones, 295 eren actives i 110 eren inactives. De les 295 persones actives 263 estaven ocupades (150 homes i 113 dones) i 33 estaven aturades (18 homes i 15 dones). De les 110 persones inactives 32 estaven jubilades, 35 estaven estudiant i 43 estaven classificades com a «altres inactius».

### Ingressos
El 2009 a Pouligny-Notre-Dame hi havia 300 unitats fiscals que integraven 602,5 persones, la mediana anual d'ingressos fiscals per persona era de 14.606 €.

### Activitats econòmiques
Dels 25 establiments que hi havia el 2007, 1 era d'una empresa alimentària, 2 d'empreses de fabricació d'altres productes industrials, 8 d'empreses de construcció, 4 d'empreses de comerç i reparació d'automòbils, 3 d'empreses d'hostatgeria i restauració, 1 d'una empresa financera, 3 d'entitats de l'administració pública i 3 d'empreses classificades com a «altres activitats de serveis».
Dels 9 establiments de servei als particulars que hi havia el 2009, 1 era un taller de reparació d'automòbils i de material agrícola, 2 paletes, 1 fusteria, 2 lampisteries, 1 perruqueria, 1 restaurant i 1 saló de bellesa.
Dels 2 establiments comercials que hi havia el 2009, 1 era una botiga de més de 120 m² i 1 una botiga d'electrodomèstics.
L'any 2000 a Pouligny-Notre-Dame hi havia 50 explotacions agrícoles que ocupaven un total de 2.112 hectàrees.

## Equipaments sanitaris i escolars
L'únic equipament sanitari que hi havia el 2009 era un hospital de tractaments de mitja durada (seguiment i rehabilitació).
El 2009 hi havia una escola elemental integrada dins d'un grup escolar amb les comunes properes formant una escola dispersa.

## Poblacions més properes
El següent diagrama mostra les poblacions més properes.